# Burg Langensteinbach
Die Burg Langensteinbach, auch Römerturm genannt, ist der Ruinenrest einer Höhenburg auf einem Hügel südlich des Dorfs Langensteinbach, einem Ortsteil von Karlsbad im Landkreis Karlsruhe in Baden-Württemberg. In unmittelbarer Nachbarschaft befindet sich die Ruine der später entstandenen St. Barbarakapelle.
Die Burg wurde um 1100 als Turmburg erbaut. Der Turm hatte an der Basis 3,5 Meter starke Grundmauern und war vermutlich ehemals 35 Meter hoch. Nach der teilweisen Zerstörung des Turmes durch einen Brand, wurde bei dessen Wiederaufbau zum Schutz vor Belagerungsmaschinen ein direkt an den Fundamenten anliegender Graben ausgehoben. Bereits im 13. Jahrhundert wurde die Burg wieder aufgegeben. Die Datierung ergab sich aus den bei einer Grabung in den 1970er Jahren gefundenen Keramikresten. 
Von der ehemaligen Burganlage sind nur noch der bei der Grabung restaurierte Stumpf des Wohnturms und eine umliegende Graben-Wall-Konstruktion erhalten.

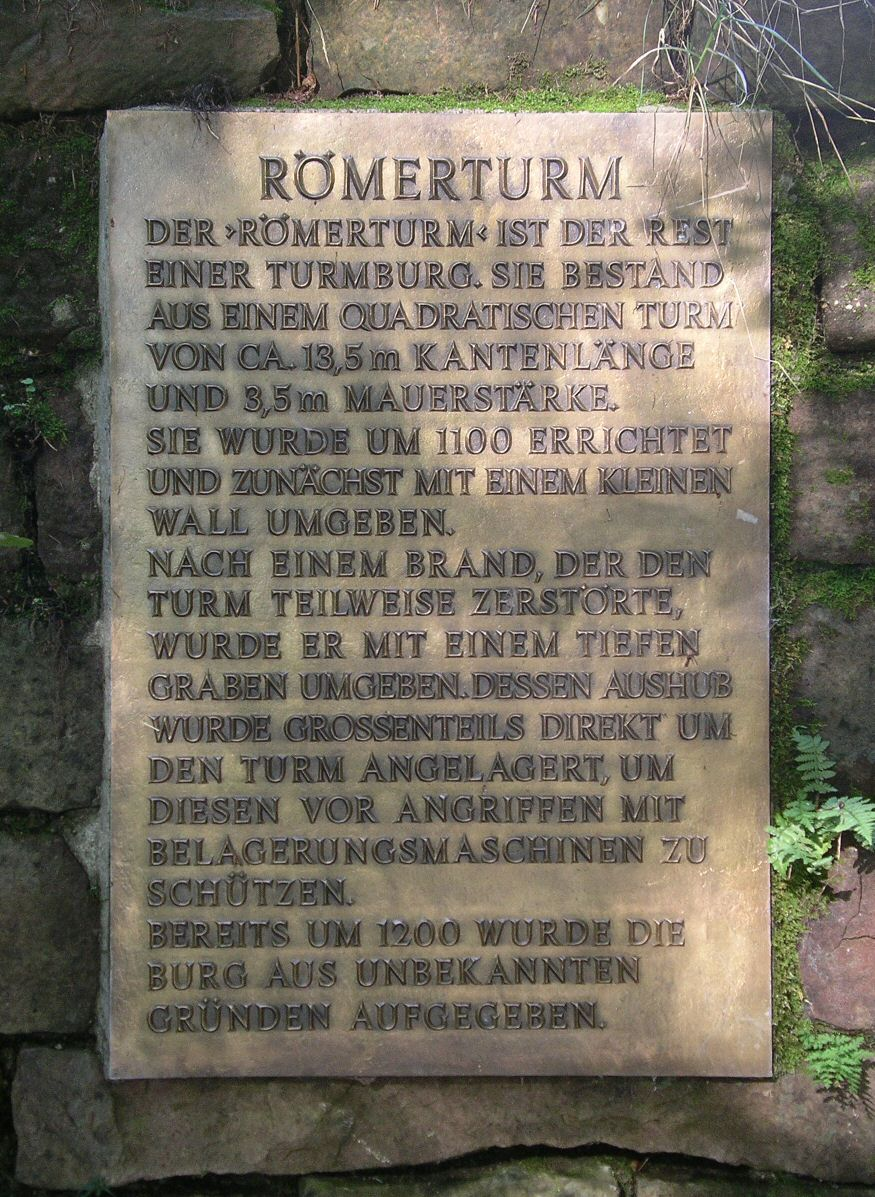
Plakette zur Geschichte der Burg